# Leichtathletik-Länderkampf der Männer 1964 BR Deutschland – Italien
| 4. Leichtathletik-Länderkampf mit bundesdeutscher Beteiligung 1964 | 4. Leichtathletik-Länderkampf mit bundesdeutscher Beteiligung 1964 |
| ------------------------------------------------------------------ | ------------------------------------------------------------------ |
|                                                                    |                                                                    |
| Ländervergleich der Männer: BR Deutschland – Italien               |                                                                    |
| Austragungsort                                                     | Saarbrücken                                                        |
| Wettbewerbe                                                        | 20                                                                 |
| Datum                                                              | 20./21. Juni 1964                                                  |
| 1. FRG 2. ITA                                                      | 119 Punkte 089 Punkte                                              |
| Chronik                                                            |                                                                    |
| ← FRG-SWE Geher (M)                                                | FRG-POL (M) →                                                      |

Im vierten Vergleich des Länderkampfjahres 1964 Jahres gab es wieder ein Aufeinandertreffen der bundesdeutschen Männer mit Italien. Die beiden Länder waren zuvor in zahlreichen Zweiländerkämpfen sowie Begegnungen unter Beteiligung mehrerer Nationen aufeinander getroffen, aus denen die Bundesrepublik Deutschland ausnahmslos als Sieger hervorgegangen war. In dieser Saison wurde der Vergleich am 20./21. Juni in Saarbrücken ausgetragen, demselben Wochenende, an dem auch der Länderkampf der Geher in Schwaig bei Nürnberg gegen Schweden stattfand. Es war der letzte Länderkampf vor den Olympia-Ausscheidungen mit dem Team der DDR.

## Wettbewerbe und Modus
Auf dem Programm standen die bei Länderkämpfen üblichen zwanzig Disziplinen. Aus dem olympischen Wettbewerbskatalog fehlten nur der Marathonlauf, die beiden Gehwettbewerbe und der Zehnkampf. Die Wertung erfolgte in den Einzeldisziplinen nach dem Standardsystem, in den Staffeln wurden abweichend vom Standard vier zu eins Punkte vergeben.

## Ergebnis
Das bundesdeutsche Team lag in fast allen Bereichen vor den Italienern. Am engsten ging es im Bereich der Staffeln zu, von denen jede Mannschaft je eine gewann, und in den Sprüngen. Hier konnten beide Mannschaften je zwei Siege verbuchen, allerdings erreichte die Bundesrepublik Deutschland zwei Doppelerfolge und Italien keinen. Von den Läufen entschied Deutschland sechs für sich bei drei Doppelerfolgen. Italien gewann vier Läufe bei zwei Doppelerfolgen. In der Kategorie Wurf/Stoß sicherte sich die Bundesrepublik drei Disziplinsiege jeweils mit Doppelerfolgen, während Italien sich hier nur im Kugelstoßen durchsetzen konnte. So gab es am Ende einen klaren Erfolg der bundesdeutschen Leichtathleten mit 119 zu 89 Punkten.

## Resultate

### 100 m
| Platz | Athlet              | Land | Zeit (s) |
| ----- | ------------------- | ---- | -------- |
| 1     | Sergio Ottolina     | ITA  | 10,4     |
| 2     | Manfred Knickenberg | FRG  | 10,5     |
| 3     | Livio Berruti       | ITA  | 10,6     |
| 4     | Alfred Hebauf       | FRG  | 10,6     |

Datum: 20. Juni

### 200 m
| Platz | Athlet          | Land | Zeit (s) |
| ----- | --------------- | ---- | -------- |
| 1     | Sergio Ottolina | ITA  | 20,4     |
| 2     | Heinz Schumann  | FRG  | 21,1     |
| 3     | Armando Sardi   | ITA  | 21,2     |
| 4     | Peter Gamper    | FRG  | 21,3     |

Datum: 21. Juni

### 400 m
| Platz | Athlet           | Land | Zeit (s) |
| ----- | ---------------- | ---- | -------- |
| 1     | Jürgen Kalfelder | FRG  | 46,9     |
| 2     | Johannes Schmitt | FRG  | 47,5     |
| 3     | Sergio Bello     | ITA  | 47,7     |
| 4     | Bruno Bianchi    | ITA  | 47,8     |

Datum: 20. Juni

### 800 m
| Platz | Athlet               | Land | Zeit (min) |
| ----- | -------------------- | ---- | ---------- |
| 1     | Erwin Matzen         | FRG  | 1:49,2     |
| 2     | Francesco Bianchi    | ITA  | 1:49,3     |
| 3     | Jörg Balke           | FRG  | 1:49,7     |
| 4     | Gianfranco Carabelli | ITA  | 1:51,3     |

Datum: 21. Juni

### 1500 m
| Platz | Athlet            | Land | Zeit (min) |
| ----- | ----------------- | ---- | ---------- |
| 1     | Karl Eyerkaufer   | FRG  | 3:48,4     |
| 2     | Francesco Bianchi | ITA  | 3:48,6     |
| 3     | Bernd Windel      | FRG  | 3:49,2     |
| 4     | Enrico Spinozzi   | ITA  | 3:49,2     |

Datum: 20. Juni

### 5000 m
| Platz | Athlet           | Land | Zeit (min) |
| ----- | ---------------- | ---- | ---------- |
| 1     | Roland Watschke  | FRG  | 14:17,0    |
| 2     | Werner Girke     | FRG  | 14:17,4    |
| 3     | Luigi Conti      | ITA  | 14:18,6    |
| 4     | Franco Antonelli | ITA  | 16:19,0    |

Datum: 20. Juni

### 10.000 m
| Platz | Athlet              | Land | Zeit (min) |
| ----- | ------------------- | ---- | ---------- |
| 1     | Horst Flosbach      | FRG  | 29:45,6    |
| 2     | Günther Nordhausen  | FRG  | 29:45,8    |
| 3     | D’Agostino          | ITA  | 30:44,0    |
| 4     | Gioacchino de Palma | ITA  | 32:19,8    |

Datum: 21. Juni

### 110 m Hürden
| Platz | Athlet              | Land | Zeit (s) |
| ----- | ------------------- | ---- | -------- |
| 1     | Giorgio Mazza       | ITA  | 13,9     |
| 2     | Giovanni Cornacchia | ITA  | 14,0     |
| 3     | Hinrich John        | FRG  | 14,2     |
| 4     | Manfred Bock        | FRG  | 14,6     |

Datum: 21. Juni

### 400 m Hürden
| Platz | Athlet           | Land | Zeit (s) |
| ----- | ---------------- | ---- | -------- |
| 1     | Roberto Frinolli | ITA  | 51,0     |
| 2     | Salvatore Morale | ITA  | 51,5     |
| 3     | Jörg Neumann     | FRG  | 52,1     |
| 4     | Helmut Janz      | FRG  | 53,0     |

Datum: 20. Juni

### 3000 m Hindernis
| Platz | Athlet            | Land | Zeit (min) |
| ----- | ----------------- | ---- | ---------- |
| 1     | Manfred Letzerich | FRG  | 9:03,8     |
| 2     | Alfredo Rizzo     | ITA  | 9:05,2     |
| 3     | Ludwig Müller     | FRG  | 9:12,2     |
| 4     | Umberto Lagana    | ITA  | 9:30,2     |

Datum: 21. Juni

### 4 × 100 m Staffel
| Platz | Besetzung      | Land                                                           | Zeit (s) |
| ----- | -------------- | -------------------------------------------------------------- | -------- |
| 1     | Italien        | Livio Berruti Ennio Preatoni Armando Sardi Sergio Ottolina     | 39,8     |
| 2     | BR Deutschland | Klaus Ulonska Gert Metz Hans-Jürgen Felsen Fritz Obersiebrasse | 40,1     |

Datum: 20. Juni

### 4 × 400 m Staffel
| Platz | Besetzung      | Land                                                          | Zeit (min) |
| ----- | -------------- | ------------------------------------------------------------- | ---------- |
| 1     | BR Deutschland | Jörg Jüttner Werner Thiemann Jens Ulbricht Hans-Joachim Reske | 3:09,0     |
| 2     | Italien        | Trevisan Francesco Bianchi Giraldo Sergio Bello               | 3:12,6     |

Datum: 21. Juni

### Hochsprung
| Platz | Athlet             | Land | Höhe (m) |
| ----- | ------------------ | ---- | -------- |
| 1     | Mauro Bogliatto    | ITA  | 2,06     |
| 2     | Herbert Hopf       | FRG  | 2,03     |
| 3     | Gunther Spielvogel | FRG  | 2,03     |
| 4     | Walter Zamparelli  | ITA  | 1,95     |

Datum: 21. Juni

### Stabhochsprung
| Platz | Athlet             | Land | Höhe (m) |
| ----- | ------------------ | ---- | -------- |
| 1     | Klaus Lehnertz     | FRG  | 4,80     |
| 2     | Wolfgang Reinhardt | FRG  | 4,60     |
| 3     | Giacomo Catenacci  | ITA  | 4,30     |
| 4     | Francesco Sar      | ITA  | 4,00     |

Datum: 20. Juni

### Weitsprung
| Platz | Athlet             | Land | Weite (m) |
| ----- | ------------------ | ---- | --------- |
| 1     | Wolfgang Klein     | FRG  | 7,55      |
| 2     | Josef Freund       | FRG  | 7,28      |
| 3     | Giorgio Bortolozzi | ITA  | 7,27      |
| 4     | Giacomello         | ITA  | 7,02      |

Datum: 20. Juni

### Dreisprung
| Platz | Athlet           | Land | Weite (m) |
| ----- | ---------------- | ---- | --------- |
| 1     | Giuseppe Gentile | ITA  | 15,65     |
| 2     | Hans-Jörg Müller | FRG  | 15,40     |
| 3     | Michael Sauer    | FRG  | 15,32     |
| 4     | Pierluigi Gatti  | ITA  | 14,47     |

Datum: 21. Juni

### Kugelstoßen
| Platz | Athlet          | Land | Weite (m) |
| ----- | --------------- | ---- | --------- |
| 1     | Silvano Meconi  | ITA  | 18,43     |
| 2     | Dietrich Urbach | FRG  | 18,25     |
| 3     | Peter Kersting  | FRG  | 16,72     |
| 4     | Franco Grossi   | ITA  | 15,47     |

Datum: 21. Juni

### Diskuswurf
| Platz | Athlet             | Land | Weite (m) |
| ----- | ------------------ | ---- | --------- |
| 1     | Jens Reimers       | FRG  | 56,35     |
| 2     | Hein-Direck Neu    | FRG  | 56,29     |
| 3     | Gaetano Dalla Pria | ITA  | 52,41     |
| 4     | Franco Grossi      | ITA  | 51,61     |

Datum: 20. Juni

### Hammerwurf
| Platz | Athlet              | Land | Weite (m) |
| ----- | ------------------- | ---- | --------- |
| 1     | Uwe Beyer           | FRG  | 63,22     |
| 2     | Heinrich Liewald    | FRG  | 63,02     |
| 3     | Walter Bernardini   | ITA  | 53,73     |
| 4     | Francesco Sterchele | ITA  | 53,48     |

Datum: 21. Juni

### Speerwurf
| Platz | Athlet           | Land | Weite (m) |
| ----- | ---------------- | ---- | --------- |
| 1     | Rolf Herings     | FRG  | 78,76     |
| 2     | Hermann Salomon  | FRG  | 77,80     |
| 3     | Vanni Rodeghiero | ITA  | 69,62     |
| 4     | Carlo Lievore    | ITA  | 67,76     |

Datum: 20. Juni